# Legist (Berufsbezeichnung)
Im österreichischen Sprachgebrauch ist Legist (lateinisch lex = Gesetz) die Berufsbezeichnung für Juristen, die ausschließlich oder überwiegend mit dem Ausarbeiten von Gesetzes- oder Verordnungstexten betraut sind. Wesentliches Kriterium zur Unterscheidung von anderen juristischen Berufen ist, dass Legisten generelle Rechtsvorschriften erstellen und nicht individuelle (wie etwa Bescheide oder Urteile).
In Österreich steht die überwiegende Zahl der Legisten entweder als Vertragsbedienstete oder Beamte im Dienste der öffentlichen Hand.

## Geschichte
Als Legisten bezeichnete man im Mittelalter auch jene Wissenschaftler, die sich mit dem Römischen Recht befassten, zur Unterscheidung von den Kanonisten.